# Distinguishing
Distinguishing (ang.) – różnicowanie precedensu, polega na odmowie zastosowania w aktualnie rozpoznawanej sprawie wiążącego dla niej precedensu z powodu, iż fakty sprawy precedensowej różnią się istotnie od tych w sprawie obecnej. Zgodnie z zasadą stare decisis z distinguishing może skorzystać każdy sąd niezależnie od miejsca jakie zajmuje w hierarchii sądowej. Oznacza to, że różnicować precedens ustanowiony przez Sąd Najwyższy jest władny nawet sąd pierwszej instancji. Distinguishing może przybrać zarówno postać wyraźną jak i dorozumianą. Istnieją też inne niż dysanalogia ujęcia istoty wyróżniania precedensu.
Jest to instytucja typowa dla prawa anglosaskiego. W prawie kontynentalnym jej odpowiednika można doszukiwać się w rozumowaniu a contrario.